# カルロス・マーモル
カルロス・アグスティン・マーモル（Carlos Agustín Mármol, 1982年10月14日 - ）は、ドミニカ共和国・モンセニョール・ノウエル州ボナオ出身の元プロ野球選手（投手）。

## 経歴

### カブス時代
1999年7月3日にシカゴ・カブスと契約を結び、17歳でアメリカ合衆国でプロ野球選手としてのキャリアをスタートさせた。入団した時点では野手としてのプロ入りであり、投手に転向するまでは捕手や外野手として試合に出場していた。

#### マイナー時代
2001年にプロデビュー。ルーキー級のチームで40試合に出場し、打率.295・11二塁打という数字を残した。
2002年、野手として62試合に出場し、プロ初本塁打や20打点・10盗塁という数字を残した傍ら、投手としても試合に出場。1試合だけマウンドに上がり、1イニングで四球と奪三振を1個ずつ記録した。
2003年から本格的に投手に転向。ルーキー級のチームで14試合に登板。3勝5敗・防御率4.19という数字を記録。また、621⁄3イニングで三振を74個奪うピッチングを見せた。
2004年は、A級のチームに昇格し、先発投手として26試合に登板（先発登板は24試合）。14勝8敗・防御率3.20・1542⁄3イニング・53四球・154奪三振という成績をマークし、マイナーリーグながら2ケタ勝利をマークした。
2005年は、前年よりも上位に位置するA+級とAA級の2チームに配属され、ここでも先発投手として防御率3.41・9勝6敗という成績を記録した。

#### メジャー昇格から退団まで
2006年6月4日、セントルイス・カージナルス戦でメジャーリーグデビューを果たした。自身初のメジャーリーグでの登板は2.0イニングに登板し、三振を3個奪うという内容だった。2005年まで、マイナーリーグでは主に先発投手として登板していた為、2006年もカブスで先発投手として登板する機会が多かった。最終的には19登板のうち13試合に先発投手として登板。メジャー初勝利を含む5勝を挙げたが、勝利数を超える7敗・防御率6.08という成績に終わった。元々野手をやっていたので、この年は打率.261・1二塁打・1本塁打・1打点と、バッティングが良いところを見せた。
2007年は、リリーフ専業の投手として、59試合すべてにリリーフ登板。前年に6.00を超えていた防御率は1.43まで低下し、5勝1敗1セーブという数字を残した。また、691⁄3イニングで96奪三振（奪三振率12.47）を記録するなど、この頃から投球イニングを上回る三振を奪っていた。
2008年、登板試合数を24試合上積みし、最終的にはシーズン試合数の半数以上となる82試合に登板した。この年は87.1イニングで114個の三振を奪い、奪三振率は11.75という数値だった。
2009年開幕前の3月に第2回WBCのドミニカ共和国代表に選出された。予選のオランダ戦で延長11回に悪送球してしまい、ドミニカが予選で敗退する原因となってしまった。
シーズンでは、WBCでの調整不足の影響から10.0イニングで5死球、6月までの26.0イニングで30死球を記録するなど、死四球を連発した。しかし、シーズン終盤に当時のカブスのクローザーであったケビン・グレッグが調子を落としたため、8月の途中からクローザーを務め、15セーブをマークした。最終的には79試合に登板したが、リリーフ投手専業になって以降では最低の防御率（3.41）だった。一方、この年も投球イニングを上回る奪三振を記録した（74イニングで93奪三振・奪三振率11.31）。
2010年は、年間通じてクローザーとして登板し、77試合に登板（3年連続で77試合以上に登板した）。防御率2.55・2勝3敗38セーブという数字をマークした。また、772⁄3イニングで自己ベストの138奪三振を記録し、奪三振率15.98という数字を記録。これは、2003年にロサンゼルス・ドジャースでクローザーを務めていたエリック・ガニエの記録を更新する数字だった。それまでも2007年以降は11.00以上の奪三振率を記録していたが、それが2010年になって急上昇した（奪三振数が増えた）理由としては、それまでフォーシームの速球とスライダーの割合が半分ずつくらいであったのを、速球約4割に対してスライダー約6割という割合に変えた事が挙げられる。また、変化球がスライダーだけにもかかわらず滅多に打たれないのは、3種のスライダーをそれぞれ異なる軌道で投げているからである。
2013年は、開幕から不振で4月7日には藤川球児に抑えが配置転換された。

### ドジャース時代
2013年7月2日に金銭トレードでロサンゼルス・ドジャースに移籍した。数試合に登板した後に、DFAとなった。ドジャース傘下3Aでプレーすることになった。10月31日にFAとなった。

### マーリンズ時代
2014年2月6日にマイアミ・マーリンズと125万ドルの1年契約に合意したことが報道され、2月11日に球団が発表した。開幕後は15試合に登板し、0勝3敗、防御率8.10と結果を残せず、5月10日のサンディエゴ・パドレス戦では1回を4安打4失点1四球と抑えられず、試合終了後にDFAとなった。5月19日に自由契約となった。

### レッズ傘下時代
2014年5月27日に、シンシナティ・レッズとマイナー契約を結んだ。
移籍後は、傘下AAAのルイビル・バッツで3試合に登板した。
オフの11月17日に自由契約となった。

### インディアンス傘下時代
2015年5月8日にクリーブランド・インディアンスとマイナー契約を結んだ。11月7日にFAとなった。

### レッドソックス傘下時代
2016年2月16日にボストン・レッドソックスとマイナー契約を結び、同年のスプリングトレーニングに招待選手として参加することになった。3月28日に放出された。

## 詳細情報

### 年度別投手成績
| 年 度    | 球 団    | 登 板 | 先 発 | 完 投 | 完 封 | 無 四 球 | 勝 利 | 敗 戦 | セ 丨 ブ | ホ 丨 ル ド | 勝 率 | 打 者 | 投 球 回 | 被 安 打 | 被 本 塁 打 | 与 四 球 | 敬 遠 | 与 死 球 | 奪 三 振 | 暴 投 | ボ 丨 ク | 失 点 | 自 責 点 | 防 御 率 | W H I P |
| -------- | -------- | ----- | ----- | ----- | ----- | -------- | ----- | ----- | -------- | ----------- | ----- | ----- | -------- | -------- | ----------- | -------- | ----- | -------- | -------- | ----- | -------- | ----- | -------- | -------- | ------- |
| 2006     | CHC      | 19    | 13    | 0     | 0     | 0        | 5     | 7     | 0        | 0           | .417  | 356   | 77.0     | 71       | 14          | 59       | 2     | 5        | 59       | 3     | 1        | 54    | 52       | 6.08     | 1.69    |
| 2007     | CHC      | 59    | 0     | 0     | 0     | 0        | 5     | 1     | 1        | 17          | .833  | 285   | 69.1     | 41       | 3           | 35       | 3     | 4        | 96       | 5     | 1        | 11    | 11       | 1.43     | 1.10    |
| 2008     | CHC      | 82    | 0     | 0     | 0     | 0        | 2     | 4     | 7        | 30          | .333  | 348   | 87.1     | 40       | 10          | 41       | 3     | 6        | 114      | 6     | 1        | 30    | 26       | 2.68     | 0.93    |
| 2009     | CHC      | 79    | 0     | 0     | 0     | 0        | 2     | 4     | 15       | 27          | .333  | 335   | 74.0     | 43       | 2           | 65       | 3     | 12       | 93       | 6     | 1        | 29    | 28       | 3.41     | 1.46    |
| 2010     | CHC      | 77    | 0     | 0     | 0     | 0        | 2     | 3     | 38       | 0           | .400  | 332   | 77.2     | 40       | 1           | 52       | 4     | 8        | 138      | 2     | 2        | 23    | 22       | 2.55     | 1.18    |
| 2011     | CHC      | 75    | 0     | 0     | 0     | 0        | 2     | 6     | 34       | 2           | .250  | 327   | 74.0     | 54       | 5           | 48       | 2     | 9        | 99       | 4     | 0        | 33    | 33       | 4.01     | 1.38    |
| 2012     | CHC      | 61    | 0     | 0     | 0     | 0        | 3     | 3     | 20       | 2           | .500  | 247   | 55.1     | 40       | 4           | 45       | 0     | 2        | 72       | 2     | 0        | 24    | 21       | 3.42     | 1.54    |
| 2013     | CHC      | 31    | 0     | 0     | 0     | 0        | 2     | 4     | 2        | 5           | .333  | 129   | 27.2     | 26       | 6           | 21       | 1     | 3        | 32       | 2     | 0        | 19    | 18       | 5.86     | 1.70    |
| 2013     | LAD      | 21    | 0     | 0     | 0     | 0        | 0     | 0     | 0        | 1           | ----  | 96    | 21.1     | 14       | 1           | 19       | 2     | 1        | 27       | 3     | 1        | 7     | 6        | 2.53     | 1.55    |
| '13計    | LAD      | 52    | 0     | 0     | 0     | 0        | 2     | 4     | 2        | 6           | .333  | 225   | 49.0     | 40       | 7           | 40       | 3     | 4        | 59       | 5     | 1        | 26    | 24       | 4.41     | 1.63    |
| 2014     | MIA      | 15    | 0     | 0     | 0     | 0        | 0     | 3     | 0        | 1           | .000  | 66    | 13.1     | 16       | 3           | 10       | 2     | 1        | 14       | 2     | 0        | 12    | 12       | 8.10     | 1.95    |
| MLB：9年 | MLB：9年 | 519   | 13    | 0     | 0     | 0        | 23    | 35    | 117      | 85          | .397  | 2521  | 577.0    | 385      | 49          | 395      | 22    | 51       | 744      | 35    | 7        | 242   | 229      | 3.57     | 1.35    |

- 各年度の太字はリーグ最高

### 年度別守備成績
| 年 度 | 球 団 | 投手（P） | 投手（P） | 投手（P） | 投手（P） | 投手（P） | 投手（P） |
| 年 度 | 球 団 | 試 合     | 刺 殺     | 補 殺     | 失 策     | 併 殺     | 守 備 率  |
| ----- | ----- | --------- | --------- | --------- | --------- | --------- | --------- |
| 2006  | CHC   | 19        | 3         | 7         | 3         | 0         | .769      |
| 2007  | CHC   | 59        | 4         | 7         | 0         | 1         | 1.000     |
| 2008  | CHC   | 82        | 8         | 6         | 1         | 1         | .933      |
| 2009  | CHC   | 79        | 1         | 7         | 2         | 1         | .800      |
| 2010  | CHC   | 77        | 4         | 1         | 0         | 0         | 1.000     |
| 2011  | CHC   | 75        | 6         | 9         | 0         | 1         | 1.000     |
| 2012  | CHC   | 61        | 5         | 5         | 1         | 4         | .909      |
| 2013  | CHC   | 31        | 4         | 7         | 0         | 0         | 1.000     |
| 2013  | LAD   | 21        | 2         | 4         | 1         | 1         | .857      |
| '13計 | LAD   | 52        | 6         | 11        | 1         | 1         | .944      |
| 2014  | MIA   | 15        | 2         | 1         | 0         | 0         | 1.000     |
| MLB   | MLB   | 519       | 39        | 54        | 8         | 9         | .921      |

### 背番号
- 49 (2006年 - 2014年)

### 代表歴
- 2009 ワールド・ベースボール・クラシック・ドミニカ共和国代表